# A. P. Møller-Skolen
Die A. P. Møller-Skolen ist ein dänisches Gymnasium in der norddeutschen Stadt Schleswig, das am 1. September 2008 eröffnet wurde. Die Schule entlastet als zweites Gymnasium der dänischen Minderheit in Deutschland die seit 1920 bestehende Duborg-Skolen in Flensburg.

## Grundlagen

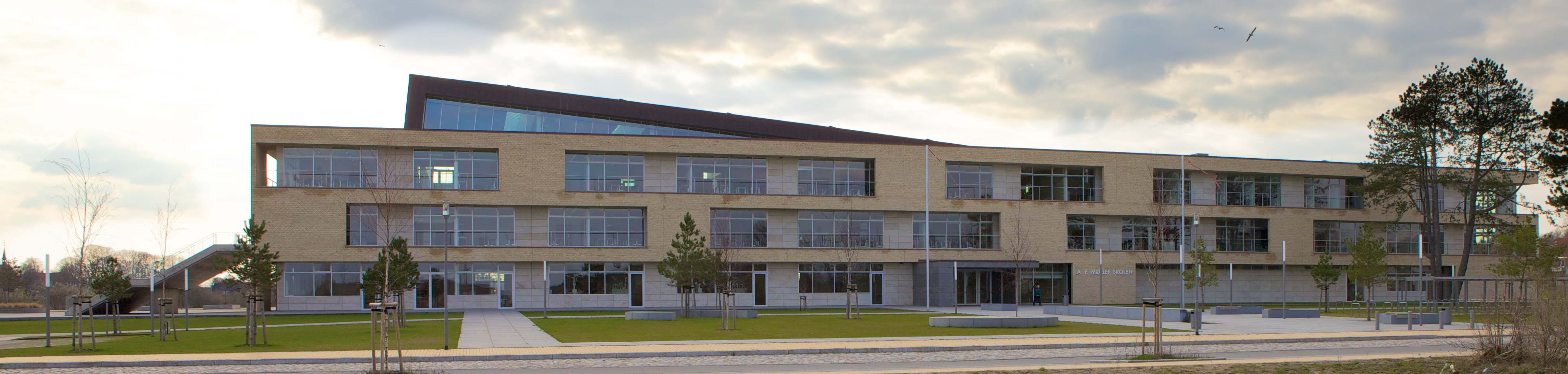
Frontseite mit Haupteingang

Das 15.000 Quadratmeter große Gebäude wurde auf einem Grundstück von 10,4 Hektar im Schleswiger Ortsteil Auf der Freiheit (dän.: Friheden) östlich des Stadtzentrums direkt an der Schlei (dän.: Slien) und am Holmer Noor (dän.: Holm Nor) erbaut. Es beherbergt eine Gemeinschaftsschule für die 7. bis 10. Klassen und eine Gymnasiale Oberstufe für die 11. bis 13. Klassen. Die Schule nimmt insgesamt etwa 650 Schüler auf. Dafür fungieren die anderen beiden dänischen Schulen der Stadt, die Gottorp-Skole und die Hiort-Lorenzen-Skole, seitdem nur noch als Grundschulen bis zur 6. Klasse.

## Geschichte

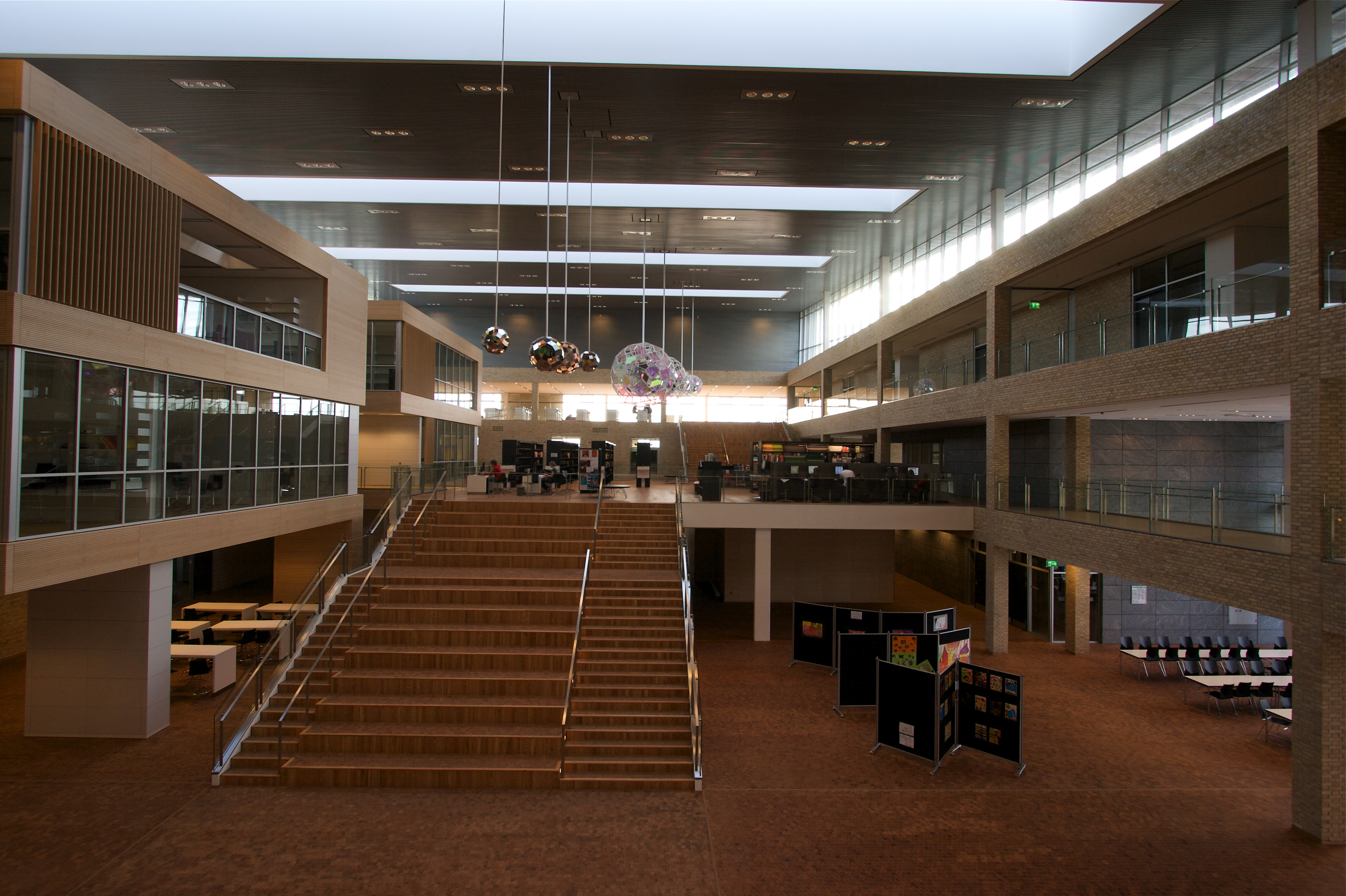
Eingangshalle

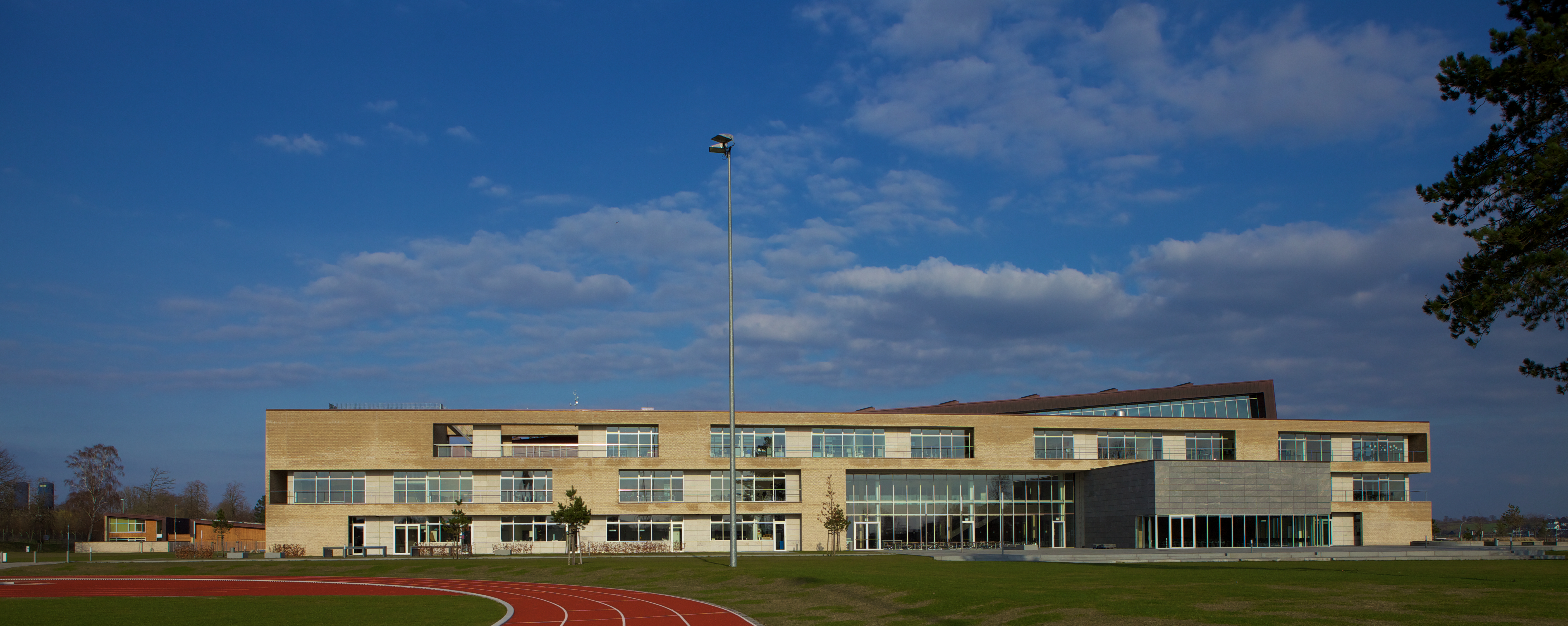
Rückseite

Der Name steht seit der Grundsteinlegung am 3. Mai 2007 fest; die Schule ist nach Arnold Peter Møller benannt und trägt den Namen A. P. Møller-Skolen (auch A. P. Møller Skolen geschrieben, was aber nicht den dänischen Rechtschreiberegeln entspricht). Erster Rektor der Schule war ab 2006 der bisherige Leiter des Instituts für Grenzregionsforschung in Apenrade, Jørgen Kühl. Aktueller Rektor ist Jens Verdoner, der die Leitung im Februar 2022 übernahm.
Das Gymnasium ist ein Geschenk im Wert von 60 Millionen Euro der privaten Stiftung des dänischen Reeders Mærsk Mc-Kinney Møller an die dänische Minderheit im Landesteil Schleswig, die der Reeder bereits jahrelang unterstützt, unter anderem mit neuen Gebäuden. Wie bei vielen seiner anderen Projekte suchte der Stifter persönlich das Grundstück aus und wirkte bei der Gestaltung des Gebäudes mit. Die Mehrkosten, die mit dem Betrieb eines zweiten dänischen Gymnasiums verbunden sein werden, sollen durch den dänischen Staat aufgefangen werden.
Die Bauzeit war 2006–2008. Der Neubau entstand nach einem Entwurf der Arkitektfirmaet C. F. Møller A/S, Projekt- und Bauleitung hatte Lindø byg A/S, die Landschaftsplanung Kessler & Krämer Landschaftsarchitekten.
Die 873. Folge der Fernsehreihe Tatort, Borowski und der brennende Mann vom 12. Mai 2013, spielt u. a. an der A. P. Møller-Skolen.